# Aleksander z Bergamo
Aleksander z Bergamo (zm. 26 sierpnia 303 ) – rzymski żołnierz legendarnej Legii Tebańskiej, męczennik, święty Kościoła katolickiego.
Życiorys Aleksandra jest niejasny i słabo udokumentowany. Akta dotyczące jego męczeństwa pochodzą z czasów późniejszych o pięć wieków. Jeszcze bardziej niepewna jest jego przynależność do legionu tebańskiego, gdyż jest to legion, o którym mówi jedynie hagiografia chrześcijańska, natomiast inne źródła o nim milczą.

## Żywot
Jak mówią akta jego męczeństwa, datowane na VIII wiek, był chorążym legendarnego, rzymskiego Legionu Tebańskiego, złożonego z żołnierzy pochodzących z Tebaidy w Egipcie, dowodzonego przez św. Maurycego. Według tradycji centuria, której dowódcą był Aleksander, ok. 301 została przeniesiona z Mezopotamii na zachód, najpierw do Kolonii, potem do Brindisi, a następnie do Afryki. Podczas długiej podróży legionu cesarz Maksymian zaczął prześladowania chrześcijan. Wielu żołnierzy odmówiło jednak wykonania rozkazów, za co zostali ukarani poprzez zdziesiątkowanie. Miało ono miejsce w Agaunum (dzisiejsze Saint-Maurice w Szwajcarii). Wraz z nielicznymi ocalałymi z masakry był Aleksander, który schronił się w Italii, ale został aresztowany w Mediolanie, w miejscu, gdzie dziś znajduje się kościół Sant’Alessandro w Zebedii, na placu św. Aleksandra. Aresztowany Aleksander odmówił wyparcia się wiary chrześcijańskiej. Został wtrącony do więzienia, ale zdołał z niego zbiec przy pomocy Fidelisa z Como oraz biskupa Maternusa. Przekaz tradycji mówi, że podczas podróży do Como dokonał cudu wskrzeszenia zmarłego.
Został ponownie rozpoznany, aresztowany i zaprowadzony przed oblicze cesarza Maksymiana. Wobec władcy obalił ołtarz przeznaczony do składania ofiar bogom pogańskim. Cesarz skazał go na śmierć przez ścięcie, ale, jak podaje tradycja, żaden z katów nie był w stanie wykonać wyroku. Aleksander został więc ponownie wtrącony do więzienia, aby umarł z głodu i wycieńczenia, ale znów udało mu się zbiec.
Uciekając, przebył rzekę Adda suchą nogą i ukrył się w lesie w okolicach Bergamo, niedaleko Ponte della Morla, u miejscowego patrycjusza imieniem Krotacjusz. W Bergamo rozpoczął dzieło nawracania na chrześcijaństwo mieszkańców miasta. Wśród nawróconych byli między innymi późniejsi męczennicy Firmus i Rustyk, krewni Krotacjusza. Wkrótce jednak został odnaleziony przez żołnierzy rzymskich i zamknięty w więzieniu, a następnie skazany na karę śmierci przez ścięcie. Wyrok został wykonany w Bergamo (26 sierpnia 303) w miejscu, gdzie obecnie wznosi się kościół św. Aleksandra.

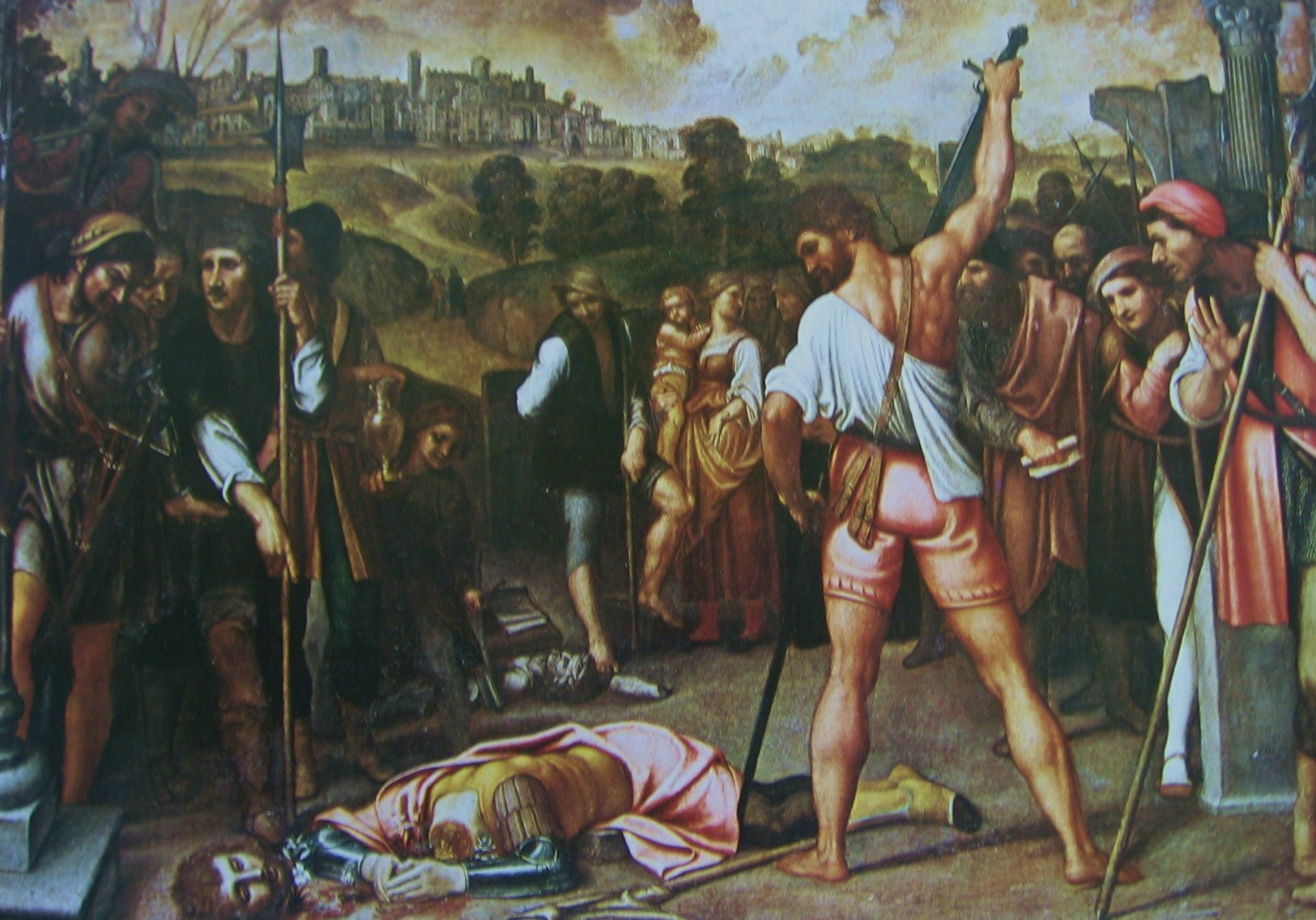
E. Salmeggia, Męczeństwo św. Aleksandra.
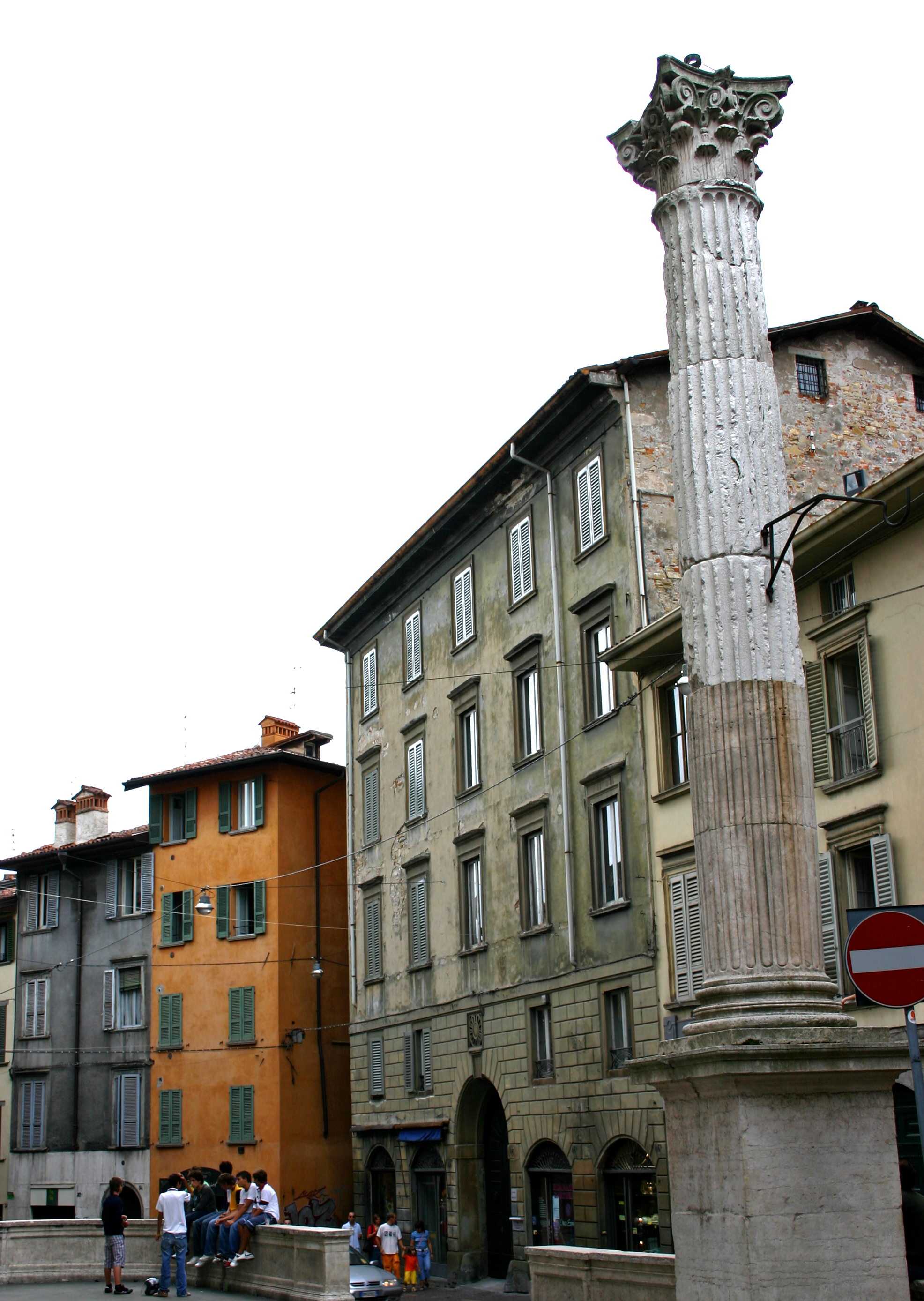
Kolumna wskazująca miejsce męczeńskiej śmierci, naprzeciwko kościoła św. Aleksandra, w Bergamo.

Staraniem pobożnej kobiety imieniem Grata ciało męczennika zostało wykradzione i przeniesione na teren jej posiadłości, gdzie zostało pochowane. Na tym miejscu wzniesiona została później bazylika św. Aleksandra, zburzona podczas budowy murów miejskich.

## Kult
Św. Aleksander jest patronem Bergamo, Cervignano d’Adda i Besozzo.
Jego wspomnienie liturgiczne obchodzone jest 26 sierpnia.

## Ikonografia
W ikonografii przedstawiany jest w zbroi, niekiedy konno. Jego atrybut to sztandar jako wyobrażenie niesienia sztandaru chrześcijaństwa i męstwa.